# Svetlana Staneva
Svetlana Staneva, född 26 juni 1990, är en bulgarisk boxare.

## Karriär
Staneva tog VM-brons 2023 i fjädervikt. Hon har även vunnit EM-guld i samma viktklass 2024.